# Луговики (Полтавская область)
Луговики (укр. Луговики) — село,
Луговиковский сельский совет,
Чернухинский район,
Полтавская область,
Украина.
Код КОАТУУ — 5325182301. Население по переписи 2001 года составляло 502 человека.
Является административным центром Луговиковского сельского совета, в который, кроме того, входит село
Бубны.

## Географическое положение
Село Луговики находится на берегу реки Многа,
выше по течению на расстоянии в 2 км расположено село Бубны,
ниже по течению на расстоянии в 1 км расположено село Липовое.
Рядом проходит автомобильная дорога Р-60.

## История
- 1690 — официальная дата основания.
- Село основано в первой половине XVII века, принадлежало шляхтичу Туровскому.
- В 1648—1757 гг. село — в составе Чернуской сотни Лубенского полка.
- В 1757—1781 гг. село — в составе Куренской сотни Лубенского полка.

## Объекты социальной сферы
- Клуб.
- Фельдшерско-акушерский пункт.